# La Sagrera
La Sagrera es uno de los siete barrios que integran el distrito de San Andrés de Barcelona. Tiene una superficie de 0,97 km² y una población de 28 796 habitantes (2016).
El barrio de La Sagrera está integrado administrativamente en el Distrito IX de la ciudad de Barcelona, denominado oficialmente Sant Andreu, aunque nunca perteneció al antiguo municipio de San Andrés de Palomar, sino al de San Martín de Provensals; sin embargo la realidad político-administrativa y urbanística ha hecho que La Sagrera mantenga más relaciones con San Andrés de Palomar que con el resto de barrios de San Martín de Provensals.
El origen de este nombre se remonta al siglo XI, cuando los campesinos de Cataluña viven bajo las amenazas y las agresiones de los nobles. El Abad Oliva, viendo la necesidad de protegerlos, pacta con los nobles la creación de las sagreres, un espacio de 30 pasos alrededor de las iglesias en que personas y bienes estarían a resguardo de cualquier agresión. En estos espacios los campesinos construían unos pequeños edificios llamados sagrers, que se utilizaban para guardar las cosechas del párroco y la gente del contorno. De esta manera nace el barrio de La Sagrera, como la zona protegida del pueblo de San Martín de Provensals.

## Educación, cultura y ocio
El barrio dispone de:
- una biblioteca Municipal, la Biblioteca La Sagrera-Marina Clotet.[3]
- un centro cívico, La Sagrera La Barraca.
- un casal de barrio, La Torre de la Sagrera.

- un centro de creación cultural especializado en artes escénicas, La Nau Ivanow, que contiene también un teatro.
- un espacio de creación artística, La Nau Bostik.
- La Torre del Fang, una antigua masía por debajo de la cual se ha construido el túnel del tren de Alta Velocidad. Entre 1987 y 1995 albergó el Archivo Municipal de Sant Martí.[4] Desde finales de los años 2000 permanece cerrada y en desuso y hasta que acaben las obras del tren no se decidirá el uso que se le dará.[5]

La Fiesta Mayor de La Sagrera suele celebrarse anualmente la segunda quincena de noviembre.

## Otras instalaciones y servicios
Su mayor parque urbano es el parque de La Pegaso. La Sagrera alberga el mercado municipal de Felipe II.
Las obras previstas de La Sagrera para la realización del nuevo Parc del Camí Comptal tendrán, en breve, una primera actuación en el entorno de la Torre del Fang, donde se situará uno de los extremos del parque. El parque está proyectado desde hace 10 años.

## Transportes
En La Sagrera se localiza la estación de metro de La Sagrera que en 2020 tiene paradas de la línea 1, línea 5, línea 9 Nord y línea 10 Nord. También la estación de trenes de La Sagrera-Meridiana con paradas de trenes de cercanías y regionales. Desde 2009 tiene en construcción una segunda estación de trenes que será la futura Estación de Barcelona-La Sagrera.
Tiene paradas de las líneas de autobús urbano diurno:
- H6
- H8
- V27
- V29
- V31
- 11
- 34
- 96
- 126, que es la línea de bus de barrio de Sant Andreu.
- B24

Tiene paradas de las líneas de autobús nocturno (Nitbus):
- N3
- N9

Tiene paradas de las siguientes de la red Exprés.cat de líneas de autobús interurbano en Cataluña que entran o salen de Barcelona por la avenida Meridiana:
- e1: Sabadell - Castellar del Vallès - Barcelona
- e2.1: Terrassa - Barcelona per la C-58
- e3: UAB - Cerdanyola del Vallès – Barcelona
- e4: Ripollet - Barcelona
- e7: La Vall del Tenes - Barcelona
- e9: Caldes de Montbui - Barcelona
- e10: Sentmenat - Barcelona
- e12: Vic - Barcelona
- e21: Mollet del Vallès - Barcelona

En el barrio se localizan varias estaciones de Bicing.